# كلوتير الثاني
كلوتير الثاني (584 – 629)، يُلقب بالكبير أو الشاب، ملك نيوستريا وملك الفرنجة والابن الأول للملك شيلبيريك الأول من زوجته الثالثة فريدجوند. بدأ عهده الملكي كطفل رضيع تحت وصاية والدته التي كانت في تحالف غير مستقر مع عمه الملك غونترام الذي توفي في عام 592. تولى كلوتير السلطة بعد وفاة والدته في عام 597. كانت نيوستريا على الرغم من ثرائها واحدة من أصغر مقاطعات فرنسا. واصل الحرب التي بدأتها والدته مع برونهيلدا ملكة أستراسيا، وتمكن في النهاية من هزيمتها وأعدمها بطريقة وحشية في عام 613، وذلك بعد فوزه في المعركة التي مكنته من توحيد فرنسا تحت حكمه. وسَّع كلوتير أراضيه من خلال الاستيلاء على أراضي الملوك والأمراء الآخرين بعد وفاتهم أو قتلهم.
كان عهد كلوتير الثاني طويلاً بالنسبة للمعايير المعاصرة، لكنه شهد تناقصاً مستمراً للسلطة الملكية للنبلاء الفرنسيين والكنيسة الكاثولوكية، إذ فُسر مرسوم باريس الذي صدر في عام 614 بطرق مختلفة وكان يتعلق بالعديد من جوانب التعيينات في المناصب الحكومية وإدارة المملكة. منح عمدة القصر في عام 617 منصباً لمدى الحياة، وهي خطوة مهمة جعلت من يشغل هذا المنصب الرئيس الحقيقي للحكومة وليس فقط مدير مكتب الأسرة الملكية، حتى أن نفوذه امتد ليشمل الملك نفسه، فتحت حكم العمدة بيبيان القصير أُجبر الملك كلوتير الثاني على التنازل عن حكم أستراسيا لابنه الصغير داغوبيرت الأول عام 623.
لم يتزوج كلوتير الثاني أكثر من امرأة واحدة في نفس الوقت على خلاف عادة الملوك في ذلك العصر، وكان عموماً حليفاً للكنيسة مثل عمه غونترام، ويبدو أن عهده لم يشهد مجازراً وأعمال قتل شنيعة مثل تلك التي ارتكبها العديد من أقاربه، باستثناء إعدامه للملكة برونهيلدا.

## خلفية

### مملكة الفرنجة في القرن السادس
حكم كلوتير الثاني في النطاق الإقليمي والسياسي لمملكة الفرنجة مثلما كانت موجودة في عام 561 عند وفاة كلوتير بن كلوفيس (جد كلوتير الثاني).
عند وفاة كلوفيس عام 511 نشأت أربع ممالك عواصمها ريمس، سواسون، باريس وأورليان، وفي عام 550 وحَّد كلوتير الأول مملكة الفرنجة وأضاف إليها إقليم بورغونديا عن طريق الغزو، وفي عام 561 أعاد أبناء كلوتير الأربعة تقسيم المملكة مرة أخرى: سيغبرت الأول في ريمس، وتشيلبيريك الأول في سواسون، وشاريبرت الأول في باريس وغونترام في أورليانز والتي شملت فيما بعد إقليم بورغوندي، وعند وفاة شاريبرت في عام 567 قسمت الممالك مرة أخرى بين الأخوة الثلاثة ويبدو أن أسماء أوستراسيا ونيوستريا ظهرت كأسماء ممالك لأول مرة في هذه المرحلة.

### طموحات فريدجوند
تزوج تشيلبيريك من عشيقته السابقة فريدجوند في 568 ورفعها لتصبح ملكة الفرنجة، واعتقد إخوته بعد هذا العمل أنه المسؤل عن قتل زوجته السابقة ابنة ملك إسبانيا.
وافق تشيلبيريك في البداية على دفع مبلغ من المال لإنهاء الخلاف بينه وبين إخوته، ولكن بعد فترة وجيزة قرر الشروع في سلسلة من العمليات العسكرية ضدهم، وسميت هذا الفترة باسم (العداء الملكي) الذي لم ينته حتى وفاة برونهيلدا عام 613.
سعت فريدجوند (التي كانت من أصول غير ملكية) لضمان مركزها من خلال القضاء على أبناء تشيلبيريك من زوجته السابقة أودوفيرا، فقتلت ميروفيتش وكلوفيس، لكن أطفالها ماتوا في سن مبكرة جداً، أخيراً أنجبت ابناً في ربيع عام 584.